# Jürgen Müller (Fußballspieler, 1950)
Jürgen Müller (* 25. Februar 1950; † 21. Januar 1978) war ein deutscher Fußballspieler. Der Mittelfeldspieler hat in der Saison 1967/68 bei Borussia Neunkirchen in der Fußball-Bundesliga neun Ligaspiele und von 1968 bis 1972 in der zweitklassigen Fußball-Regionalliga Südwest weitere 59 Rundenspiele mit vier Toren absolviert.

## Werdegang
Müller durchlief die Jugendabteilung des Teams aus dem Ellenfeldstadion und debütierte unmittelbar nach seinem 18. Geburtstag in der Bundesliga. Beim Heimspiel am 2. März 1968 gegen Borussia Dortmund wurde er erstmals von Trainer Željko Čajkovski in der Bundesliga eingesetzt. Vor 12.000 Zuschauern setzten sich die schwarz-weißen Gastgeber mit 3:2 gegen den Europapokalsieger des Jahres 1966 durch. Der Debütant agierte an der Seite der Mitspieler Horst Kirsch, Gerd Regitz, Peter Czernotzky, Werner Martin, Erich Leist, Hugo Ulm, Wolfgang Gayer, Günter Kuntz, Erich Hermesdorf und Hans Linsenmaier als linker Außenläufer im damals noch angewandten WM-System. Dieses Spiel gegen die prominenten BVB-Akteure Sigfried Held, Lothar Emmerich, Willi Neuberger, Rudolf Assauer, Dieter Kurrat, Wolfgang Paul, Horst Trimhold und Reinhold Wosab war ein Höhepunkt in der fußballerischen Laufbahn des Neunkircher Eigengewächses. In der Saison 1967/68 bestritt der Mittelfeldspieler neun Spiele. Müller stieg mit Neunkirchen nach nur einer Saison als 17. der Tabelle wieder in die Zweitklassigkeit ab. Er blieb bei der Borussia und gehörte in den Runden 1970/71 und 1971/72 den Meistermannschaften in der Regionalliga Südwest an. In den Bundesligaaufstiegsrunden gelang aber die Rückkehr unter den Trainern Kurt Sommerlatt (1971) und Alfred Preißler (1972) nicht; Müller hatte in neun Spielen ein Tor erzielt.
Zur Runde 1972/73 ging er in das saarländische Amateurlager zurück und schloss sich dem SV Bliesen in der 2. Amateurliga Ost an und wurde auf Anhieb Vizemeister. Seine Leistungen waren immer noch so gut, dass er in die saarländische Amateurauswahl für die Spiele um den Länderpokal der Amateure berufen wurde.